# Deuterixys tehuantepeca
Deuterixys tehuantepeca är en stekelart som beskrevs av Whitfield och Oltra 2005. Deuterixys tehuantepeca ingår i släktet Deuterixys och familjen bracksteklar. Inga underarter finns listade i Catalogue of Life.